# 100% (gruppo musicale)
I 100% (백퍼센트?) sono un gruppo musicale sudcoreano formatosi a Seul nel 2012 dall'agenzia di produzione TOP Media.

## Formazione
Attuale
- Kim Rock-hyun – voce (2012-presente)
- Jo Jong-hwan – voce (2012-presente)
- Kim Chan-yong – voce, rap (2012-presente)
- Jang Hyuk-jin – voce (2012-presente)

Ex-membri
- Seo Min-woo – leader, voce (2012-2018)[1]
- Lee Sang-hoon –  voce (2012-2014)
- Woo Chang-bum – voce, rap (2012-2016)

## Discografia

### EP
- 2013 – Real 100%
- 2014 – Bang the Bush
- 2016 – Time Leap
- 2017 – Sketchbook
- 2018 – Sunshine
- 2019 – RE:tro